# Maspelt
Maspelt est un village de la commune belge de Burg-Reuland située en Communauté germanophone de Belgique et Région wallonne dans la province de Liège.

## Curiosités
- Église Saint-Hilaire (1932), architecte Henry Cunibert